# ガエル・ダニク
ガエル・ダニク（Gaël Danic, 1981年11月19日 - ）は、フランス・モルビアン県・ヴァンヌ出身の元サッカー選手。現役時代のポジションはミッドフィールダー。

## 経歴
UEFA U-19欧州選手権2000で優勝し、2001 FIFAワールドユース選手権に出場した。オリンピック・リヨン退団後の2015年1月31日、SCバスティアと1年半の契約を結んだ。

## タイトル
- U-19フランス代表

UEFA U-19欧州選手権 2000